# Raillietiellida
Raillietiellida is een orde van kreeftachtigen uit de klasse van de Ichthyostraca.

## Familie
- Raillietiellidae Sambon, 1922